# وصف وإتاحة المصادر
وصف وإتاحة المصادر هي قواعد وصف المصادر وإتاحتها وهي محاولة لبناء ترميز فهرسة علي نموذج FRBR، أما البنية المستخدمة في AACR2 كانت تقوم علي قواعد التقنين الدولي للوصف الببليوغرافي (تدوب). قامت عليه لجنة تضم ممثلين من ست هيئات كبري وهي:
مكتبة الكونغرس، المكتبة البريطانية، جمعية المكتبات الأمريكية، اللجنة الأسترالية عن الفهرسة، اللجنة الكندية عن الفهرسة، المعهد المرخص لاختصاصي المكتبات والمعلومات (بريطانيا).

## الأهداف
1. الإيجاد: أي المساعدة علي إيجاد المصادر التي تقابل إسترتيجية البحث.[1][2][3]
2. تحديد الهوية: أي التأكيد علي أن المصدر الموصوف يقابل المصدر الذي يتم البحث عنه أو للتمييز بين مصدرين أو أكثر لهما نفس الخصائص.
3. الاختيار: أي اختيار المصدر الذي يناسب احتياجات المستفيد.
4. الإتاحة: أي الوصول إلي المصدر الموصوف.

صممت البيانات التي يتم اختيارها وصياغتها وفقا لهذا المعيار لتحقيق الأهداف الآتية:
- الاستجابة لاحتياجات المستفيد: تمكين المستفيد من اكتشاف مصادر المعلومات والوصول إليها والحصول عليها.
- فعالية التكلفة: أي أن يكون تحقيق البيانات لهذه الاحتياجات الوظيفية بطريقة فعالة اقتصاديا.
- المرونة: أي أنه ينبغي توظيف البيانات بشكل مستقل عن الشكل الاتصالى، أو الوسيط، أو النظام الذي يستخدم لاختزان أو تبادل هذه البيانات، بحيث تكون قابلة للاستخدام في بيئات مختلفة.
- الاستمرارية: أي أنه ينبغي أن تكون البيانات قابلة للاندماج في قواعد البيانات الحالية (خصوصا تلك التي أنشئت باستخدام AACR وما يرتبط بها من معايير).

## الأقسام
تضم الــ  RDA من عشرة أقسام وهي:
- القسم الأول: «تسجيل خصائص تجسيدة والنسخة» :
يتضمن 4 فصول، من 1 إلى 4
- الأول: «ارشادات عامة لتسجيل التجسيدات والنسخ».
- الثاني:  «تحديد identify التجسيدات والنسخ».
- الثالث:  «وصف: Describing الأوعية».
- الرابع: «تقديم Providing معلومات الاقتناء والوصول».

-  القسم الثاني : «تسجيل خصائص العمل وتعبيرة»:
يتضمن 3 فصول من 5 إلى 7  
- الخامس: «ارشادات عامة لتسجيل خصائص الأعمال والتعبيرات».
- السادس:  «تحديد الأعمال والتعبيرات».
- السابع: «وصف المحتوى».

- القسم الثالث : «تسجيل خصائص شخص، وعائلة، وهيئة»:
يتضمن 4 فصول من8 إلى 11
- الثامن:«ارشادات عامة لتسجيل خصائص الأشخاص والعائلات، والهيئات».
- التاسع: «تحديد الأشخاص».
- العاشر: «تحديد العائلات».
- الحادي عشر: «تحديد الهيئات».

- القسم الرابع: «تسجيل خصائص مفهوم، وشيء، وحدث، ومكان»:
يتضمن 5 فصول من 12 إلى 16 
- الثاني عشر: «إرشادات عامة لتسجيل خصائص مفهوم، وشيء، وحدث، مكان».
- الثالث عشر: «تحديد مفهوم».
- الرابع عشر: «تحديد شيء».
- الخامس عشر: «تحديد حدث».
- السادس عشر: «تحديد مكان».

-  القسم الخامس: «تسجيل العلاقات» الأولية  primary«بين عمل ما، وتعبيرة، وتجسيدة، ونسخة»:
يتضمن فصلاً واحداً
- السابع عشر: «ارشادات عامة لتسجيل العلاقات الاولية بين عمل ما، وتعبيره، وتجسيده، ونسخه».

-  القسم السادس: «تسجيل علاقات أشخاص، وعائلات، وهيئات، ترتبط بعمل ما»:
يتضمن 5 فصول من 18 إلى 22 
- الثامن عشر: «ارشادات عامة لتسجيل علاقات أشخاص، وعائلات، وهيئات ترتبط بمصدر ما».
- التاسع عشر: «أشخاص، وعائلات، وهيئات ترتبط بعمل ما».
- العشرون: «أشخاص، وعائلات، وهيئات، ترتبط بتعبيرة ما».
- الحادي والعشرون: «أشخاص، وعائلات، وهيئات ترتبط بتجسيدة ما».
- الثاني والعشرون: «أشخاص، وعائلات، وهيئات ترتبط بنسخة ما».

-  القسم السابع: «تسجيل علاقات موضوع»:
ويتضمن فصلًا واحدًا  
- الثالث والعشرون: «ارشادات عامة لتسجيل موضوع عمل ما».

- القسم الثامن: «تسجيل العلاقات بين الأعمال، والتعبيرات، والتجسيدات، والنسخ»:
ويتضمن 5 فصول من 24 إلى 28
- الرابع والعشرون: «ارشادات عامة لتسجيل العلاقات بين والتعبيرات، والتجسيدات، والنسخ»
- الخامس والعشرون: «أعمال ذات علاقة».
- السادس والعشرون: «تعبيرات ذات علاقة».
- السابع والعشرون: «تجسيدات ذات علاقة».
- الثامن والعشرون: «نسخ ذات علاقة».

- القسم التاسع: «تسجيل العلاقات بين أشخاص، وعائلات، وهيئات»:
يتضمن 4 فصول من 29 إلي 32
- التاسع والعشرون: «ارشادات عامة لتسجيل العلاقات بين الأشخاص، والعائلات، والهيئات».
- الثلاثون: «أشخاص ذوو علاقة».
- الحادي والثلاثون: «عائلات ذات علاقة».
- الثاني والثلاثون: «هيئات ذات علاقة».

- القسم العاشر: «تسجيل العلاقات بين المفاهيم، الأشياء، الأحداث، والأماكن»:
يتضمن 5 فصول من 33 إلي 37
- الثالث والثلاثون: «ارشادات عامة لتسجيل العلاقات بين المفاهيم، والأشياء، والأحداث، والأماكن».
- الرابع والثلاثون: «مفاهيم ذات علاقة».
- الخامس والثلاثون: «أشياء ذات علاقة».
- السادس والثلاثون: «أحداث ذات علاقة».
- السابع والثلاثون: «أماكن ذات علاقة».

كما أن هناك العديد من الملاحق ومسرد مصطلحات يضم أكثر من 550 مصطلح، ويقدم تعريفا مقننا لكل منها.

## المبادئ التي ينبغي الالتزام بها
هناك أربع مبادئ وهم:
1. ركز على احتياجات المستفيد: أي أن اختيار أي عنصر بيانات وتسجيله يرتبط بأهميته للمستفيد في إيجاد المصدر.
2. خذ ما تراه: أي نسخ البيانات كما جاءت على المصدر دون حذف أو اختصار أو تصحيح.
3. سجل كل العلاقات: أي تسجيل كل العلاقات المرتبطة بمصدر ما والتي بين المصادر وبعضها البعض.
4. ينبغي أن يكون لكل هيئة فهرسة سياسة وتتضمن هذه السياسة:
  1. إقرار التفضيلات المتعلقة باللغة والهجائية في المصطلحات، الوصف ونقاط الوصول.
  2. إقرار التفضيلات المتعلقة بنظم الترقيم.
  3. إقرار التفضيلات المتعلقة بالتقويم.
  4. إقرار التفضيلات المتعلقة بوحدات القياس.
  5. إقرار عناصر البيانات الإضافية للعناصر البؤرية.